# سیارک ۹۰۹۴
سیارک ۹۰۹۴ (به انگلیسی: 9094 Butsuen، نامگذاری:1995WH) نه هزار و نود و چهارمین سیارک کشف شده‌است که در ۱۶ نوامبر ۱۹۹۵ کشف شد.